# 德馬斯海崖
76°34′S 144°50′W / 76.567°S 144.833°W
德馬斯海崖（英語：Demas Bluff）是南極洲的海崖，位於瑪麗伯德地，處於理查森山以西4公里，屬於福特山脈的一部分，由美國研究隊繪入地圖，現時由南極條約體系管理。